# جوناثان أونغر
جوناثان أونغر (بالإنجليزية: Jonathan Unger)‏ هو عالم صينيات أسترالي، ولد في 1946.